# Just Dance 2021
Pour les articles homonymes, voir Just Dance.
Just Dance 2021 est un jeu vidéo de rythme développé par Ubisoft Paris et édité par Ubisoft, sorti le 12 novembre 2020 sur les consoles PlayStation 4, Xbox One, PlayStation 5, Xbox Series, Nintendo Switch et Google Stadia. Il s'agit du douzième volet principal de la série Just Dance,.

## Description du jeu
Comme dans les précédentes opus, les joueurs doivent imiter le coach de l'écran pour une chanson choisie, marquant des points en fonction de leur exactitude. L'objectif de Just Dance est de danser, en suivant les mouvements des danseurs (on peut aussi s'aider des pictogrammes permettant de prévisualiser les mouvements).
La détection des mouvements se fait :
- grâce à la Kinect sur Xbox,
- grâce à la PlayStation Camera sur PS4,
- grâce à la PlayStation Move sur PS4,
- grâce au paire de Joy-Con détachés de la console sur Nintendo Switch,
- grâce à son smartphone sur Google Stadia, PS4, PS5, Xbox One, Xbox Series, Nintendo Switch

### But du jeu
Le but du jeu est de gagner le plus d'étoiles.
Le jeu est composé de plusieurs catégories de points :
- X (Croix rouge) : Vous avez raté un mouvement.
- OK : Vous n'avez pas fait comme il faut le mouvement.
- GOOD : Votre rythme de danse est bien rythmé.
- SUPER : Vous êtes à la pointe de la perfection.
- PERFECT : Votre rythme de danse est parfait continuez comme ça.
- YEAH : Vous avez réussi parfaitement le mouvement gold vous gagnez beaucoup de points.

### Types de danses
Dès la sortie du jeu un nouveau type de danse est mis en place : le mode duo où deux joueurs peuvent participer, chacun ayant une chorégraphie légèrement différente, s'ensuit les danses crew où quatre joueurs peuvent participer puis les danses on stage où trois joueurs peuvent danser avec le joueur du milieu ayant une chorégraphie changeante.
Mais il existe d'autres types de danse disponibles comme:
- Version alternative : une autre type de chorégraphie sur la même musique.
- Version extreme : des danses avec un niveau élevé.
- Version sweat : des danses fitness aérobique.
- Mashup : un mélange de danse de tous les opus pour une chorégraphie amusante.

### Just Sweat
C'est un programme de fitness personnalisé. Celui-ci permet au joueur de créer sa propre playlist qu'il pourra ensuite modifier en fonction de la difficulté de la chorégraphie, de la durée du programme et du nombre de calories qu'ils souhaitent brûler.

## Système de jeu
Just dance 2021 est un jeu classé dans la catégorie dite de "danse". Le principe du jeu est d'imiter les mouvements du personnage à l'écran (un coach) comme si c'était le reflet d'un miroir. Selon la chanson, les mouvements sont plus ou moins complexes et demandent plus ou moins d'effort. Des icônes indiquant les suites de pas et de mouvements défilent en bas de l'écran. S'ils sont effectués correctement et en rythme, le joueur obtient des points de score. Certains mouvements valent sensiblement plus de points, on les reconnait aux effets lumineux autour du coach, ce sont les Gold Moves. Si la chanson choisie est une chorégraphie en duo ou en groupe, il arrive que les joueurs fassent des mouvements différents, et soient amenés à se croiser.

## Liste des titres
Le service Just Dance Unlimited, disponible sur les consoles des 8e et 9e génération, permet aux joueurs d'accéder à plus de 500 chansons issues des opus précédents, ainsi que des contenus exclusifs.
La liste ci-dessous sont les chorégraphies qui apparaissent dans Just Dance 2021, qui comprennent:
| Chanson                          | Artiste(s)                                                      | Année | Danseur(s) |
| -------------------------------- | --------------------------------------------------------------- | ----- | ---------- |
| Adore You                        | Harry Styles                                                    | 2019  | ♂️         |
| Alexandrie Alexandra*            | Jérôme Francis (Claude François)                                | 1978  | ♀️♂️♀️     |
| All the Good Girls Go to Hell    | Billie Eilish                                                   | 2019  | ♀️         |
| Bailando                         | Paradisio                                                       | 1996  | ♀️         |
| Blinding Lights                  | The Weeknd                                                      | 2019  | ♀️         |
| Blinding Lights (extrême)        | The Weeknd                                                      | 2019  | ♂️         |
| Boy, You Can Keep It             | Alex Newell                                                     | 2020  | ♀️         |
| Buscando                         | GTA & Jenn Morel                                                | 2018  | ♀️         |
| Buscando (extrême)               | GTA & Jenn Morel                                                | 2018  | ♂️         |
| Dance Monkey                     | Tones and I                                                     | 2019  | ♀️         |
| Dibby Dibby Sound                | DJ Fresh                                                        | 2013  | ♂️♂️       |
| Don't Start Now                  | Dua Lipa                                                        | 2019  | ♀️         |
| Feel Special                     | Twice                                                           | 2019  | ♀️♀️♀️     |
| Feel special (extrême)           | Twice                                                           | 2019  | ♀️         |
| Flash (Just Dance version)       | Bilal Hassani avec Sundy Jules, Paola Locatelli et Sulivan Gwed | 2020  | ♀️         |
| Georgia                          | Tiggs Da Author                                                 | 2015  | ♂️         |
| Get Get Down                     | Paul Johnson                                                    | 1999  | ♂️♂️♂️♂️   |
| Heat Seeker                      | Dreamers                                                        | 2020  | ♂️         |
| Ice Cream                        | Blackpink x Selena Gomez                                        | 2020  | ♀️♀️♀️♀️   |
| In the Navy*                     | The Sunlight Shakers (Village People)                           | 1979  | ♂️♂️♂️♂️   |
| Joone Khodet                     | Black Cats                                                      | 2006  | ♂️♂️       |
| Juice                            | Lizzo                                                           | 2019  | ♂️♀️♀️     |
| Juice (version gourmande)        | Lizzo                                                           | 2019  | ♂️♀️♂️     |
| Kick It                          | NCT 127                                                         | 2020  | ♂️♂️♂️♂️   |
| Kick It (extrême)                | NCT 127                                                         | 2020  | ♂️         |
| Kulikitaka                       | Toño Rosario                                                    | 2003  | ♀️         |
| Lacrimosa                        | Apashe                                                          | 2018  | ♂️         |
| Magenta Riddim                   | DJ Snake                                                        | 2018  | ♂️         |
| Paca Dance                       | The Just Dance Band                                             | 2020  | ♂️♀️       |
| Que Tire Pa Lante                | Daddy Yankee                                                    | 2019  | ♀️♀️♀️♀️   |
| Rain on Me                       | Lady Gaga feat. Ariana Grande                                   | 2020  | ♂️♀️♀️     |
| Rare                             | Selena Gomez                                                    | 2020  | ♀️         |
| Rare (version féerique)          | Selena Gomez                                                    | 2020  | ♀️         |
| Runaway (U & I)                  | Galantis                                                        | 2014  | ♂️♂️       |
| Samba de Janeiro*                | Ultraclub 90 (Bellini)                                          | 1997  | ♂️♀️♂️     |
| Samba de Janeiro (version samba) | Ultraclub 90 (Bellini)                                          | 1997  | ♀️♂️       |
| Say So                           | Doja Cat                                                        | 2020  | ♀️♀️       |
| Señorita                         | Shawn Mendes et Camila Cabello                                  | 2019  | ♀️♂️       |
| Temperature                      | Sean Paul                                                       | 2005  | ♂️♀️♂️♀️   |
| The Other Side                   | SZA & Justin Timberlake                                         | 2020  | ♂️         |
| Till The World Ends*             | The Girly Team (Britney Spears)                                 | 2011  | ♀️         |
| Till The World Ends (extrême)    | The Girly Team (Britney Spears)                                 | 2011  | ♂️         |
| The Weekend                      | Michael Gray                                                    | 2004  | ♂️♂️       |
| Uno                              | Little Big                                                      | 2020  | ♀️♂️♂️♂️   |
| Volar                            | Lele Pons (feat. Susan Diaz & Victor Cardenas)                  | 2020  | ♀️         |
| Without Me                       | Eminem                                                          | 2002  | ♀️♂️♂️     |
| Yameen Yasar                     | DJ Absi                                                         | 2020  | ♀️♂️♀️     |
| YO LE LLEGO                      | J. Balvin ft. Bad Bunny                                         | 2019  | ♂️♂️       |
| You've Got A friend in Me*       | Randy Newman (Chanson du film Toy Story)                        | 1995  | ♂️         |
| Zenit                            | Onuka                                                           | 2019  | ♀️         |

(*): Elle indique que la chanson du jeu est une reprise.